# Province centrale (Kenya)
Pour les articles homonymes, voir Province centrale.

Situation de la Province centrale au Kenya.

La Province centrale du Kenya entoure le Mont Kenya. Sa capitale est Nyeri.

## Climat
En raison de l’altitude moyenne de la province légèrement plus élevée que celle du reste du pays, le climat y est plus frais. Les précipitations sont régulières et tombent en deux saisons: de début mars à mai d’une part, et en octobre et novembre d’autre part.

## Économie
La province est un important producteur de café, un des produits phares des exportations kényanes. Elle assure aussi l’essentiel de la production laitière du pays.

## Structure administrative
Le chef-lieu de la province est Nyeri. Elle est divisée en sept districts:
- Kiambu, chef-lieu Kiambu
- Kirinyaga, chef-lieu Kerugoya
- Maragua, chef-lieu Maragua
- Murang’a, chef-lieu Murang’a
- Nyandura, chef-lieu Nyahururu
- Nyeri, chef-lieu Nyeri
- Thika, chef-lieu Thika

## Histoire
La plupart des communautés qui résident actuellement dans la province sont des Bantous, et se sont probablement installées dans la région au XVIIe siècle. Il s’agit principalement des Agikuyu, Aembu et Meru. Durant la période coloniale sous la domination britannique, la plus grande partie de la province était considérée comme une zone réservée aux colons blancs. Cette situation a donné lieu à une grande agitation politique de la part des indigènes, qui tentaient de défendre leurs droits ancestraux sur le territoire. Le point culminant de cette agitation fut la révolte des Mau Mau dans les années 1950, lorsque la région fut placée en état d’urgence et vit l’arrestation de nombreux leaders politiques.